# Gaius Scribonius Curio (Volkstribun)
Gaius Scribonius Curio (* 90 v. Chr.; † 49 v. Chr.) war ein Politiker und Volkstribun in der römischen Republik.
Curio entstammte einer konservativen plebejischen Familie, sein Vater gleichen Namens war sowohl Konsul als auch Zensor gewesen. Als junger Mann gehörte Curio einer Gruppe Gleichaltriger um Publius Clodius Pulcher an, die durch ihr provokantes Verhalten in der Öffentlichkeit auf sich aufmerksam zu machen versuchten. So wurde dem jungen Curio ein homosexuelles Verhältnis mit Marcus Antonius nachgesagt. Nichtsdestoweniger war der junge Mann auch ein begabter Redner, der vor allem als Kritiker des (ersten) Triumvirats bekannt war.
Nach dem Tod des Clodius 52 v. Chr. heiratete Curio dessen Witwe Fulvia, mit der er einen Sohn hatte. Eine immense Schuldenlast, die der junge Mann für die Veranstaltung von Leichenspielen zu Ehren seines  53 v. Chr. verstorbenen Vaters und für den Bau eines für damalige Zeiten hochmodernen Theaters angehäuft hatte, zwang ihn zu einem politischen Kurswechsel. Er schloss sich seinem alten Gegner Gaius Iulius Caesar an, der ihm finanzielle Unterstützung zusagte, und kandidierte für das Amt des Volkstribuns, mit dem er Caesars Interessen dienen konnte. Curio wurde auch tatsächlich mit den meisten Stimmen gewählt. Als Volkstribun (50 v. Chr.) konnte er durch Einlegen seines Vetos verhindern, dass Caesar sein prokonsularisches Amt in Gallien verlor. Jedoch setzten Caesars Gegner sich schließlich über Curios Veto und das seines Nachfolgers Marcus Antonius hinweg, worauf beide zu Caesar nach Ravenna flüchten mussten.
Im nun folgenden Bürgerkrieg gelang es Curio als Befehlshaber zweier Legionen, den republikanischen Politiker Marcus Porcius Cato von Sizilien zu vertreiben und die als Getreidelieferant wichtige Insel zu besetzen. Anschließend führte er einen Feldzug in der Provinz Africa, wo es ihm zunächst gelang, bei Utica ein aus Optimaten und Numidern verbündetes Heer unter Juba I. und Publius Attius Varus zu schlagen. Später wurde er jedoch von diesen in eine Falle gelockt und ging in der Schlacht am Bagradas mitsamt seinem Heer unter.